# Contraargumento
Un contraargumento se puede utilizar para refutar una objeción a un argumento anterior a la conclusión argumentaría, una afirmación principal o un lema. Algunos sinónimos de contraargumento son réplica, contradeclaración, y respuesta contraria. El intento de refutar un argumento puede implicar la generación de un contraargumento o encontrar un contraejemplo, es decir, una razón que se oponga a otra ya propuesta. Es lo contrario a un argumento
Suele declararse que un contraargumento, también aceptado como contrargumento, es una réplica o una refutación. Al argumento anterior se le opone un nuevo argumento que permite esgrimir una razón contraria.
Es importante tener en cuenta que un argumento no tiene un único contraargumento. Lo habitual es que existan múltiples contraargumentos que, a su vez, pueden resultar compatibles u contradictorios entre sí.
Tomemos el caso de las discusiones entre los miembros del movimiento terraplanista (quienes sostienen que la Tierra es plana) y los integrantes de la comunidad científica (que aseguran que el planeta es esférico). Los terraplanistas argumentan que la Tierra es una superficie plana que flota en el espacio, con la Luna y el Sol moviéndose en torno a ella. La ciencia, en cambio, presenta como contraargumento las evidencias de las imágenes satélites y de los fundamentos de la ley de gravedad para rechazar esa creencia o pensamiento.